# جيفري توماس (كاتب)
جيفري توماس (بالإنجليزية: Jeffrey Thomas)‏ (3 أكتوبر 1957)؛ كاتب وروائي أمريكي.